# Dia das Crianças
O Dia das Crianças (português brasileiro) ou Dia da Criança (português europeu) é uma data comemorativa celebrada anualmente em homenagem às crianças, cujo dia efetivo varia de acordo com o país. Países como Angola, Portugal e Moçambique adotaram o dia 1 de junho. No Brasil é celebrado em 12 de outubro.
Em 1925, foi proclamado em Genebra o Dia Internacional da Criança durante a Conferência Mundial para o Bem-estar da Criança, sendo celebrado desde então em 1 de junho em vários países.
A ONU reconhece o dia 20 de novembro como o Dia Mundial da Criança, por ser a data em que foi aprovada a Declaração Universal dos Direitos da Criança em 1959 e a Convenção dos Direitos da Criança em 1989.

## No Brasil

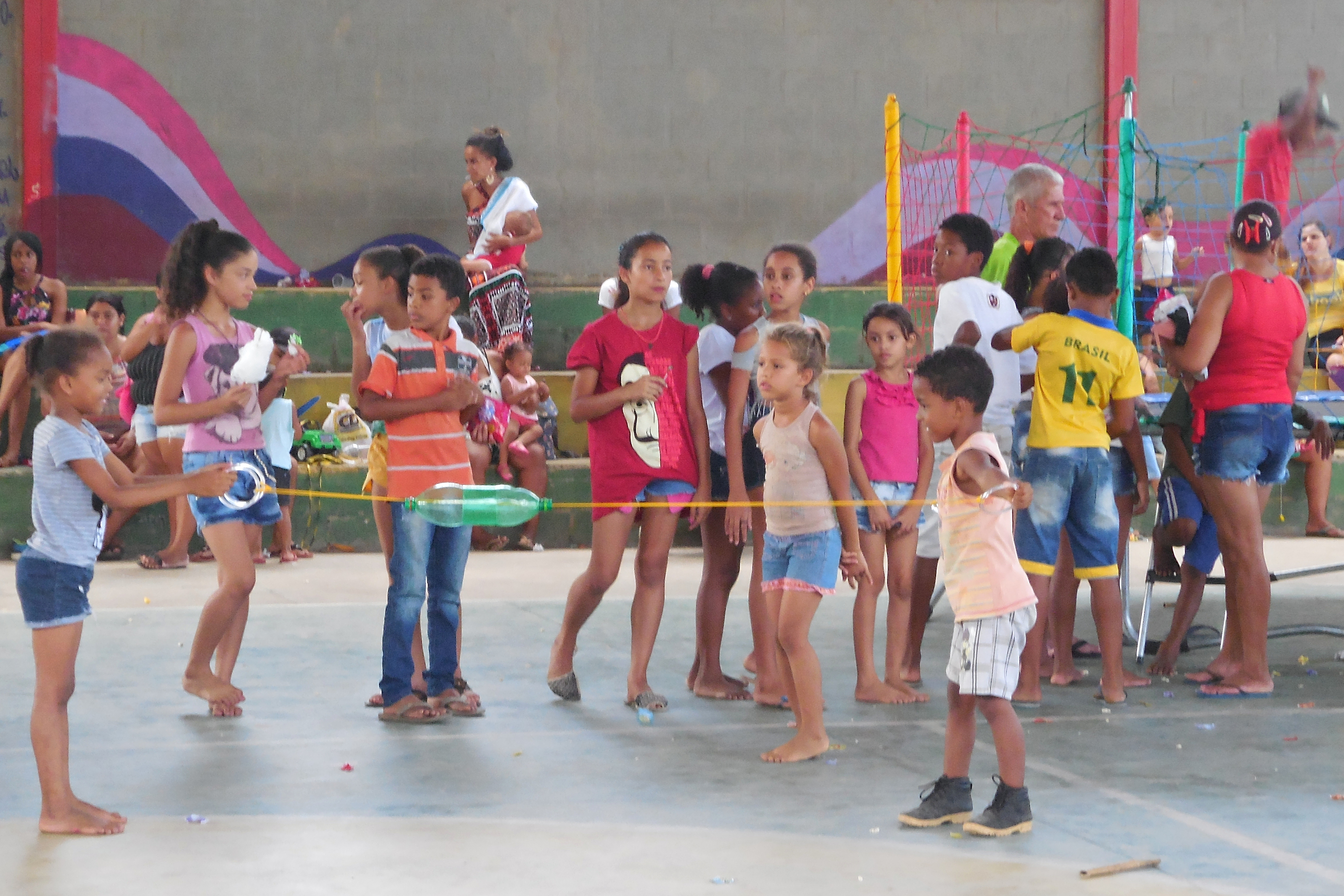
Crianças comendo e se divertindo em festa do Dia das Crianças comunitária de um bairro carente de Coronel Fabriciano, Minas Gerais

Em 1924, o deputado federal Galdino do Valle Filho lançou a ideia do Dia da Criança. Os deputados aprovaram e o dia 12 de outubro foi oficializado pelo presidente Arthur Bernardes, por meio do decreto nº 4867, de 5 de novembro de 1924.
Em 1940, Getúlio Vargas instituiu um novo decreto, que "fixava as bases da organização da proteção à maternidade, à infância e à adolescência em todo o País", e que criava uma nova data de comemoração, conforme o Artigo 17 do Capítulo VI: "Será comemorado em todo o país, a 25 de março de cada ano, o Dia da Criança. Constituirá objetivo principal dessa comemoração avivar na opinião pública a consciência da necessidade de ser dada a mais vigilante e extensa proteção à maternidade, à infância e à adolescência." Segundo a pesquisadora Ângela de Castro Gomes, o "comemorar", na acepção semântica, poderia ter diversas interpretações, por exemplo, poderia significar "trazer à memória", "fazer recordar" e a estreita ligação com os projetos sociopolíticos, sociais, de educação e saúde do governo Vargas, neste caso em particular, referindo-se às políticas de proteção à infância, maternidade e família.
O fato é que, por alguma razão, a data de 25 de março ficou apenas "no papel". Somente em 1960, quando a Fábrica de Brinquedos Estrela fez uma promoção conjunta com a Johnson & Johnson para lançar a "Semana do Bebê Robusto" e aumentar suas vendas, é que a data de 12 de outubro passou a integrar o calendário das festas comerciais. Logo depois, outras empresas decidiram criar a Semana da Criança, para aumentar as vendas. No ano seguinte, os fabricantes de brinquedos decidiram escolher um único dia para a promoção, e fizeram ressurgir o antigo decreto de 1924. A estratégia deu certo, pois desde então o dia das crianças é comemorado com muitos presentes.

## Em Portugal
Em Portugal, o Dia da Criança é festejado no dia 1 de junho.
Esta efeméride assinalou-se pela primeira vez em 1950 por iniciativa das Nações Unidas, com o objetivo de chamar a atenção para os problemas que as crianças então enfrentavam. Neste dia, os Estados-membros reconheceram que todas as crianças, independentemente da raça, cor, religião, origem social, país de origem, têm direito a afeto, amor e compreensão, alimentação adequada, cuidados médicos, educação gratuita, proteção contra todas as formas de exploração e a crescer num clima de paz e fraternidade.
Oficialmente, o dia é assinalado pela Organização das Nações Unidas (ONU) a 20 de novembro, data em que no ano de 1959 foram aprovados pela Assembleia-Geral da ONU os Direitos da Criança. Na mesma data (20 de novembro), mas no ano de 1989, foi adotada pela Assembleia-Geral da ONU a Convenção dos Direitos da Criança, que Portugal ratificou em 21 de setembro de 1990.

## Nos Estados Unidos
Nos Estados Unidos, o dia das crianças é festejado no primeiro domingo de junho, podendo a data variar de estado para estado em nível nacional. O Dia das Crianças e Juventude foi aprovado em 1994, quando o Legislativo do Havaí tornou-se o primeiro estado do país a aprovar uma lei para reconhecer o primeiro domingo de outubro como o "Dia da Criança". Nos Estados Unidos, o presidente Bill Clinton proclamou o dia das crianças em 8 de outubro de 2000. O "Dia Nacional da Criança" foi proclamado pelo presidente George W. Bush em 3 de junho de 2001.

## No Paraguai
No Paraguai, devido ao esforço do historiador Andrés Aguirre, o dia das crianças é comemorado em 16 de agosto, data da Batalha de Campo Grande (conhecida como "Batalha de Los Niños" pelos paraguaios), em homenagem às crianças-soldado recrutadas por Solano López devido à falta de homens no exército paraguaio e mortas no referido combate da Guerra do Paraguai.

## A data em outros países
| - Albânia - 1 de junho - Alemanha - 20 de setembro - África - 16 de junho, dia da criança africana, segundo a UNICEF - África Central - 25 de dezembro - República do Congo - República Democrática do Congo - Camarões - Gabão - Guiné Equatorial - Chade - República Centro-Africana - África do Sul - primeiro sábado de novembro - Angola - 1 de junho - Argentina - segundo domingo de agosto - Armênia - 1 de junho - Austrália - quarta quarta-feira de outubro - Azerbaijão - 1 de junho - Bangladesh - 17 de março - Benim - 1 de junho - Bielorrússia - 1 de junho - Bolívia - 12 de abril - Bósnia e Herzegovina - 1 de junho - Brasil - 12 de outubro - Bulgária - 1 de junho - Cabo Verde - 1 de junho - Camboja - 1 de junho - Canadá - 20 de novembro - Cazaquistão - 1 de junho - Chile - segundo domingo de agosto - China - 1 de junho - Colômbia - do segundo ao último fim de semana de abril - Coreia do Norte - 2 de junho - Coreia do Sul - 5 de maio - Costa Rica - 9 de setembro - Croácia - 11 de novembro - Cuba - terceiro domingo de julho - Egito - 20 de novembro - El Salvador - 1 de outubro - Equador - 1 de junho - Eritreia - 1 de junho - Eslováquia - 1 de junho - Eslovênia - 1 de junho - Espanha - segundo domingo de maio - Estados Unidos - primeiro domingo de junho (varia de estado para estado) - Estónia - 1 de junho - Etiópia - 1 de junho - Finlândia - 20 de novembro - França - 20 de novembro - Geórgia - 1 de junho - Guatemala - 1 de outubro - Guiné-Bissau - 1 de junho - Haiti - 8 de abril - Honduras - 10 de setembro | - Hong Kong - 4 de abril - Hungria - último domingo de maio - Iêmen - 1 de junho - Índia - 14 de novembro - Indonésia - 23 de julho - Irão - 8 de outubro - Irlanda - 25 de março - Israel - 4 de outubro - Japão - (3 de março - meninas) - (5 de maio - meninos) - Laos - 1 de junho - Letônia - 1 de junho - Lituânia - 1 de junho - Macau - 1 de junho - Macedônia do Norte - 1 de junho - Malásia - último sábado de outubro - Maldivas - 10 de maio - México - 30 de abril - Moçambique - 1 de junho - Moldávia - 1 de junho - Mongólia - 1 de junho - Montenegro - 1 de junho - Myanmar - 1 de junho - Nicarágua - 1 de junho - Nigéria - 27 de maio - Noruega - 17 de maio - Nova Zelândia - primeiro domingo de março - Palestina - 5 de abril - Panamá - terceiro domingo de julho - Paquistão - 1 de junho e 20 de novembro - Paraguai - 16 de agosto - Peru - terceiro domingo de agosto - Polónia - 1 de junho - Portugal - 1 de junho - Quirguistão - 1 de junho - China - 1 de junho - Reino Unido - 20 de novembro - Chéquia - 1 de junho - Roménia - 1 de junho - Rússia - 1 de junho - São Tomé e Príncipe - 1 de junho - Sérvia - 1 de junho - Singapura - primeira sexta-feira de outubro - Sri Lanka - 1 de outubro - Sudão - 23 de dezembro - Sudão do Sul - 23 de dezembro - Suécia - 1 de outubro - Suriname - 5 de dezembro - Tailândia - segundo sábado de janeiro - Taiwan - 4 de abril - Tajiquistão - 1 de junho - Tanzânia - 1 de junho - Timor-Leste - 1 de junho - Trinidad e Tobago - 20 de novembro - Tunísia - 21 de março - Turquemenistão - 1 de junho - Turquia - 23 de abril - Ucrânia - 1 de junho - Uruguai - oficialmente 6 de janeiro; comercialmente, um domingo de agosto - Uzbequistão - 1 de junho - Vanuatu - 24 de julho - Venezuela - terceiro domingo de julho - Vietname - 1 de junho - Zâmbia - 24 de abril |

## Galeria

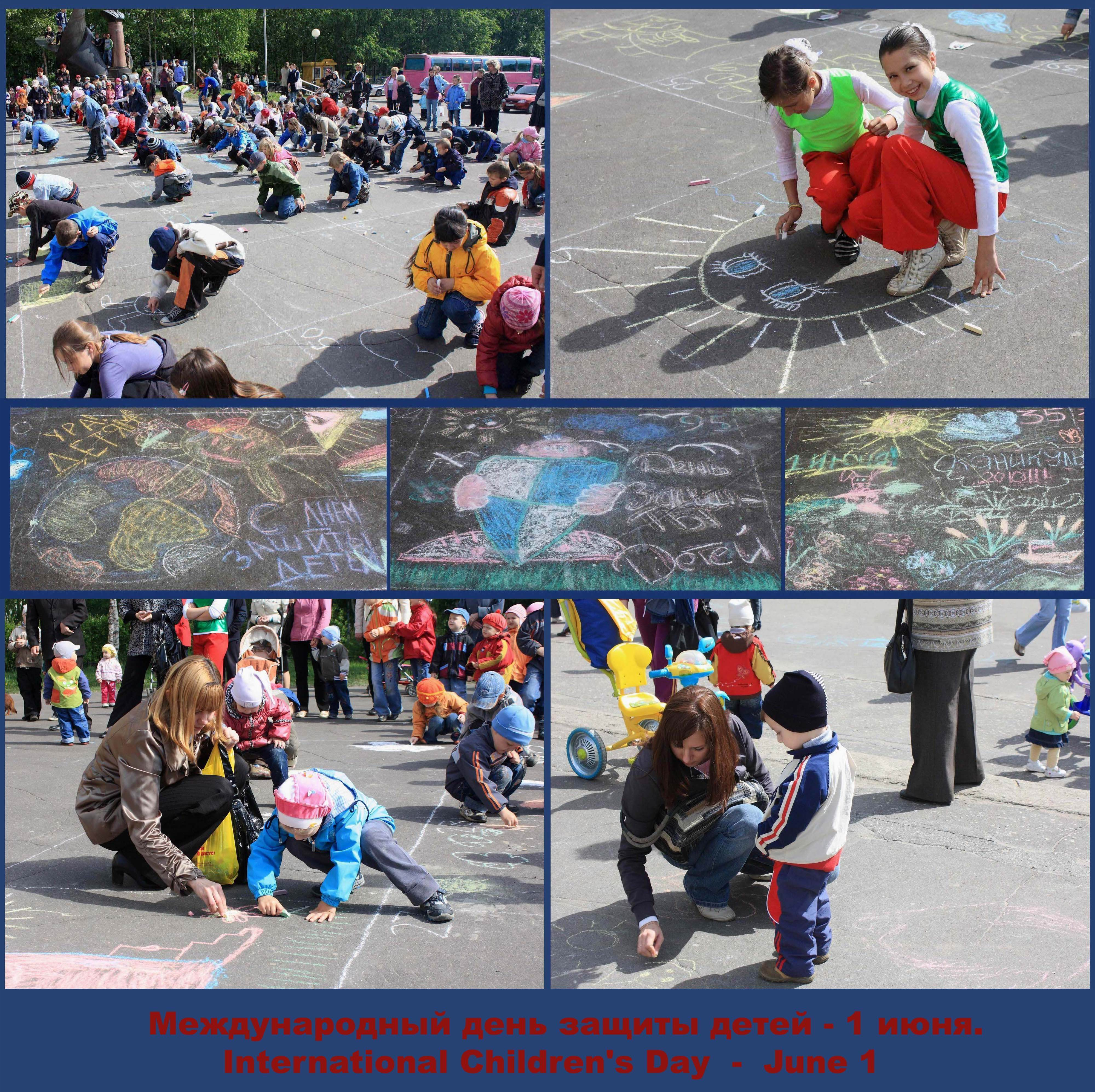
Celebração do Dia das Crianças na Rússia
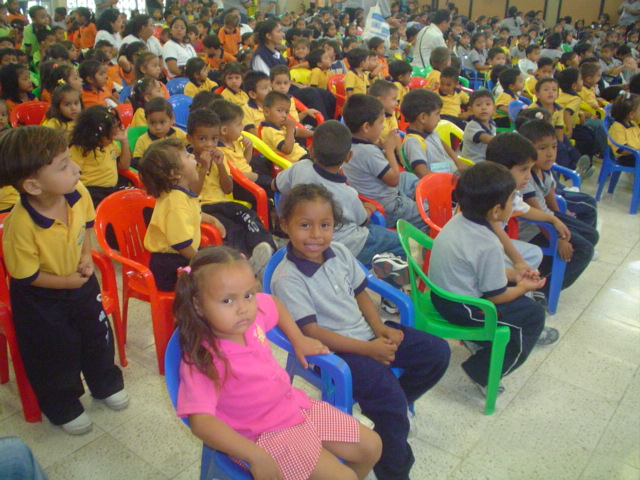
Celebração do Dia das Crianças no Equador
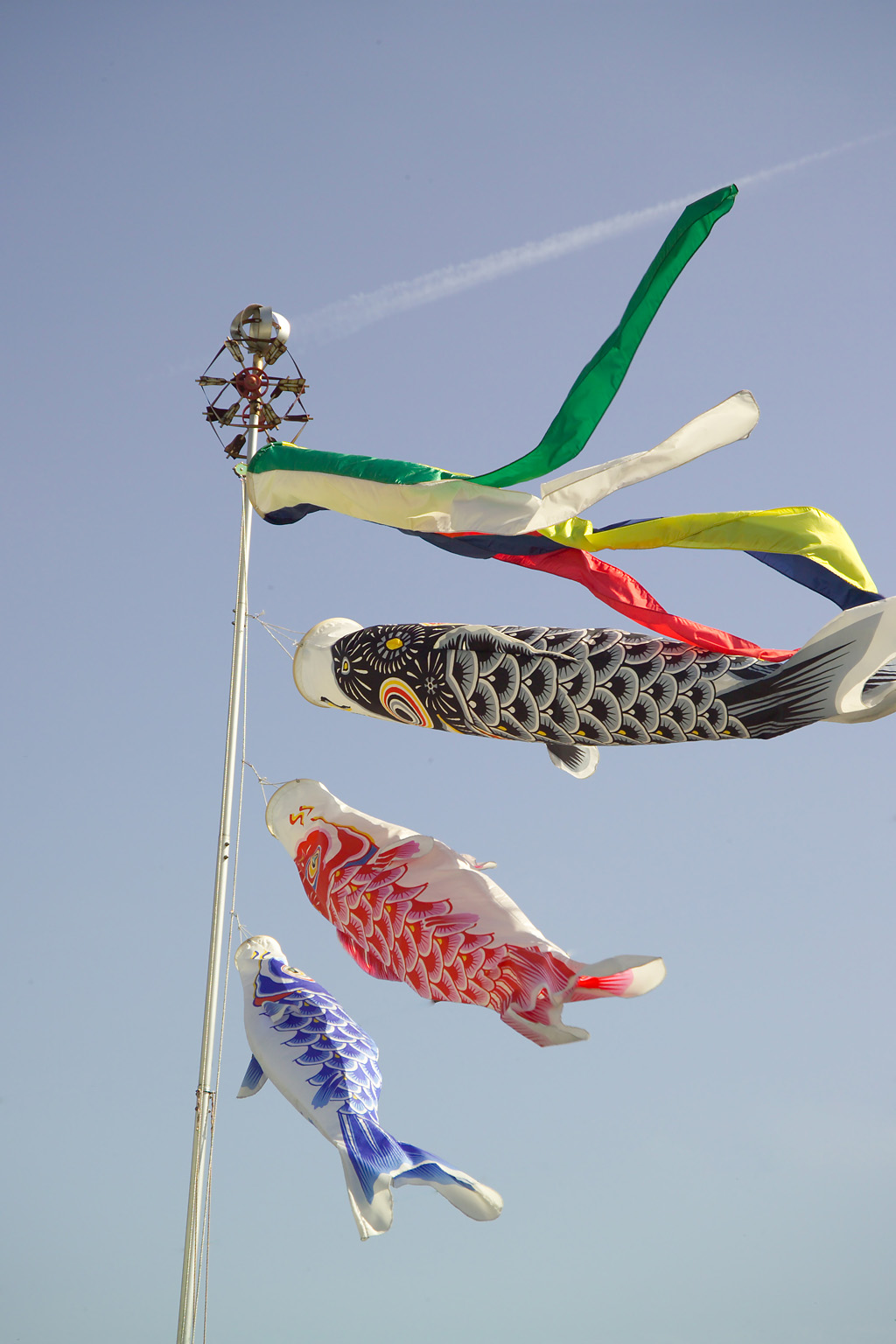
Símbolo tradicional no Japão no Dia dos Meninos, existe também Dia das Meninas festejado em 3 de março